# Санту-Эштеван-де-Баррозаш
Санту-Эштеван-де-Баррозаш (порт. Santo Estêvão de Barrosas)  —  район (фрегезия) в Португалии,  входит в округ Порту. Является составной частью муниципалитета  Лозада. По старому административному делению входил в провинцию Дору-Литорал. Входит в экономико-статистический  субрегион Тамега, который входит в Северный регион. Население составляет 933 человека на 2001 год. Занимает площадь 4,70 км².
Покровителем района считается Стефан Первомученик (порт. Santo Estêvão). 